# Narrgnistor 2, En halv böj blues och andra ballader
Narrgnistor 2, En halv böj blues och andra ballader är ett album av vissångaren Cornelis Vreeswijk, utgivet 1978 på skivbolaget Philips Records. Producenter var Stefan Schröder och Svante Thuresson. Det återutgavs 2000 på CD.

## Låtlista
Alla sånger är skrivna av Cornelis Vreeswijk om inte annat anges.

### Sida A
1. Ballad om hurusom Don Quijote gick på en blåsning – 4:37
2. Nalle Puhs getinghonung – 4:43
3. Åh, va jag var lycklig i natt (Tonny Vreeswijk/Cornelis Vreeswijk) – 3:06
4. Balladen om den väpnade tiggaren – 3:00
5. Hej, hå!  – 2:09
6. Kors, vad fest i denna byn – 2:08
7. Leka med elden – 4:25

### Sida B
1. En halv böj blues (Waldemar Hajer/Cornelis Vreeswijk) – 4:08
2. Fagermans visa – 3:07
3. Ballad till en bra polis – 2:42
4. 'Håll Sverige rent', sa polaren Per – 2:21
5. Ballad om en gammal knarkare (Red Mitchell/Cornelis Vreeswijk) – 4:42
6. Sången om Britt (Trille/Keddan Madsen/Cornelis Vreeswijk) – 3:06
7. Fredrik Åkares morgonpsalm – 2:55

## Medverkande musiker

### Glen Studio
- Cornelis Vreeswijk – sång, gitarr
- Rune Gustafsson – gitarr
- Janne Schaffer – gitarr
- Jojje Wadenius – gitarr
- Roman Dylag – bas
- Ahmadu Jarr – slagverk
- Carl Lundborg – munspel, mungiga
- Kjell Johansson – cello, banjo
- Lennart Wärmell – dragspel
- Svante Thuresson – blockflöjt, marimba, trummor, slagverk, tvättbräda, kör

### O.A.L. Studio
- Cornelis Vreeswijk – sång, gitarr
- Lars Beijbom – trummor
- Sture Nordin – bas
- Kåre Ström – bas
- Jerry Stensen – piano
- Thomas Arnesen – gitarr
- Bo Dahlman – gitarr
- Dougie Lawton – kör